# Rochester (Ohio)
Rochester és una població dels Estats Units a l'estat d'Ohio. Segons el cens del 2000 tenia 190 habitants.

## Demografia
Segons el cens del 2000, Rochester tenia 190 habitants, 68 habitatges, i 56 famílies. La densitat de població era de 66,7 habitants per km².
Dels 68 habitatges en un 35,3% hi vivien nens de menys de 18 anys, en un 70,6% hi vivien parelles casades, en un 5,9% dones solteres, i en un 17,6% no eren unitats familiars. En el 16,2% dels habitatges hi vivien persones soles el 5,9% de les quals corresponia a persones de 65 anys o més que vivien soles. El nombre mitjà de persones vivint en cada habitatge era de 2,79 i el nombre mitjà de persones que vivien en cada família era de 3,11.
Per edats la població es repartia de la següent manera: un 25,3% tenia menys de 18 anys, un 12,1% entre 18 i 24, un 27,9% entre 25 i 44, un 18,9% de 45 a 60 i un 15,8% 65 anys o més.
L'edat mediana era de 34 anys. Per cada 100 dones de 18 o més anys hi havia 115,2 homes.
La renda mediana per habitatge era de 43.036 $ i la renda mediana per família de 45.000 $. Els homes tenien una renda mediana de 25.500 $ mentre que les dones 16.667 $. La renda per capita de la població era de 16.193 $. Aproximadament l'1,8% de les famílies i el 7,4% de la població estaven per davall del llindar de pobresa.

## Poblacions més properes
El següent diagrama mostra les poblacions més properes.